# Karl Selb

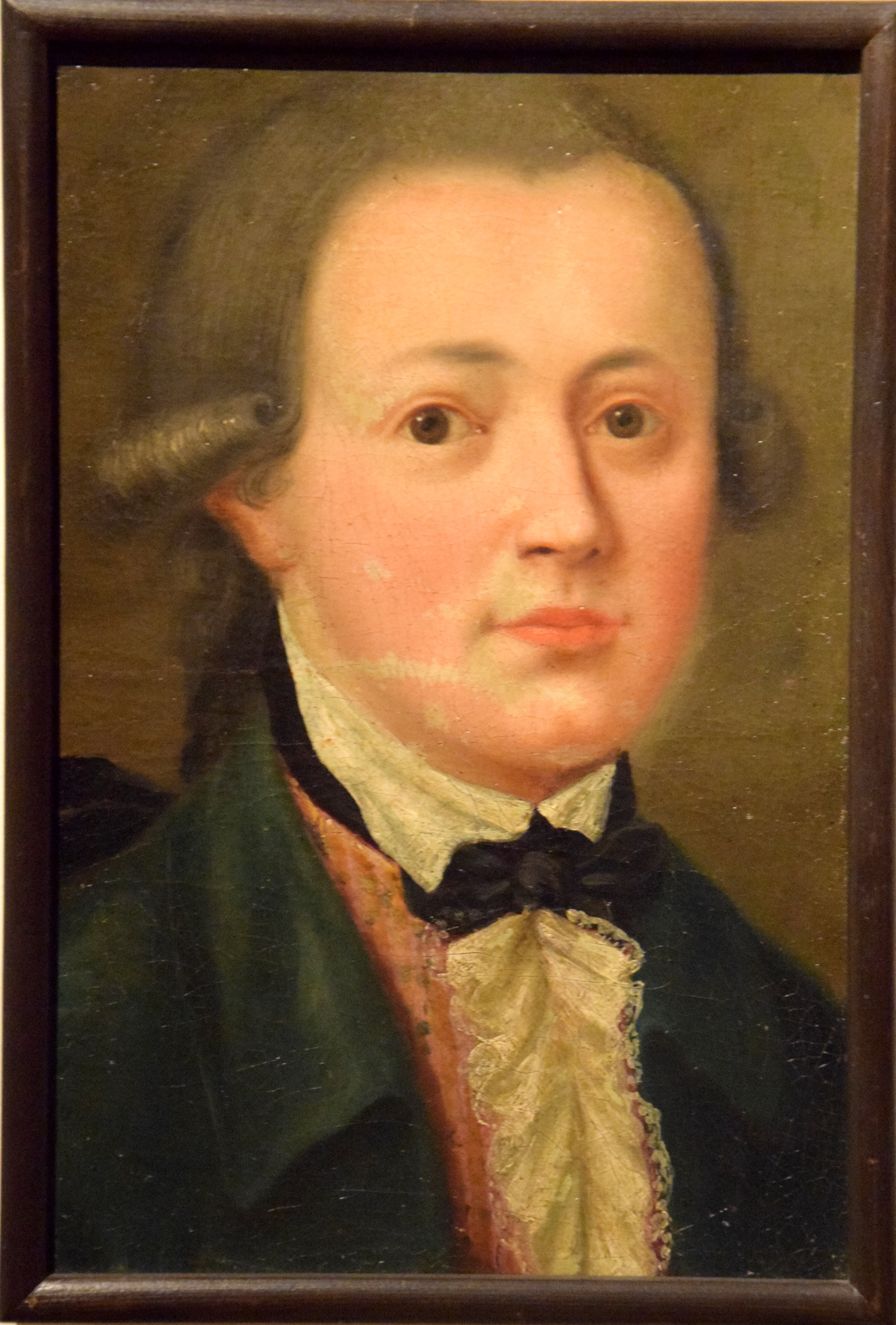
Selbstporträt von Karl Selb – Museum im Grünen Haus Reutte.

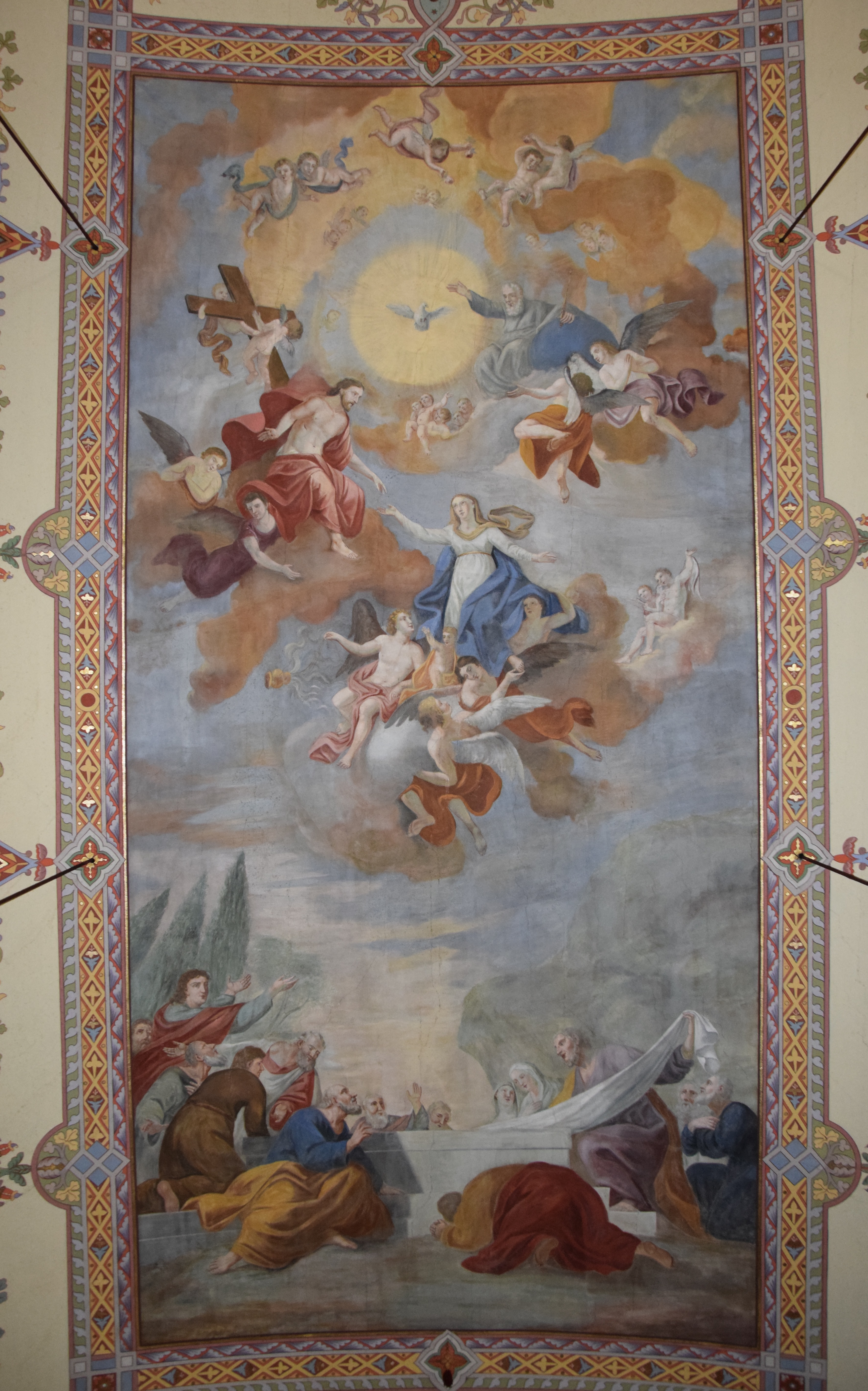
Langhausfresko in der Pfarrkirche in Häselgehr (1806). Als Vorlage diente ein Bild von Martin Knoller.

Karl Selb (eigentlich Martin Christian Karl Selb, auch Carl Selb; * 12. November 1760 in Stockach, heute Teil der Gemeinde Bach, Tirol; † 15. Juni 1819 ebenda) war ein österreichischer Maler.

## Leben
Seine Eltern Thomas und Maria Katharina Selb (geb. Kropf) betrieben eine Landwirtschaft und hatten insgesamt zwölf Kinder. Selb lernte zunächst bei Johann Jakob Zeiller in Reutte. Vielleicht war auch Josef Anton Schueler, ein Maler aus dem Lechtal, sein erster Lehrmeister. Erst mit 39 Jahren setzte er seine Ausbildung fort. Gemeinsam mit seinem 24 Jahre jüngeren Bruder Josef Anton Selb ging Karl Selb von 1799 bis 1801 auf die Kunstakademie Düsseldorf, um sich in der Historienmalerei zu schulen. Dort erledigte er auch den Auftrag, Gemälde aus der Düsseldorfer Galerie zu kopieren.
Nach einem Zwischenaufenthalt in Tirol, in der er mit seinem Bruder als Kirchenmaler arbeitete, mit ihm bis 1803 die Lampferdinger Pfarrkirche Mariä Himmelfahrt und bis 1806 die Pfarrkirche Häselgehr mit Fresken ausmalte, wirkte er anschließend in München, ehe er wegen der Ereignisse des Jahres 1809 und des Tiroler Freiheitskampfes gegen Bayern und Frankreich endgültig in seine Heimat zurückkehrte. Neben kirchlichen Aufträgen malte Selb auch Porträts von Mitgliedern aus bedeutenden Familien im Lechtal, womit er seinen Lebensunterhalt bestritt. Diese Bilder sind vor allem deshalb interessant, weil sie Lechtaler Trachten aus dem beginnenden 19. Jahrhundert dokumentieren. Er gilt als typischer Vertreter des Klassizismus. Sein bedeutendster Schüler war der Lithograf und Heimatforscher Johann Anton Falger (1791–1876).

## Werke (Auswahl)

### Fresken
- Bach – Pfarrkirche (1792): Fresken, 1865 durch ein Erdbeben zerstört (nur Chorfresko erhalten)
- Häselgehr – Pfarrkirche (1806): komplette Freskenausstattung (zusammen mit seinem Bruder Josef Anton, Hauptfresko ist Kopie von Martin Knoller)
- Lampferding – Kirche (1803): kompletter Freskenzyklus mit Mariensinnbildern (Vorlage ebenfalls von Martin Knoller)[5]

### Altarblätter und Gemälde
- Bach – Pfarrkirche (um 1795): drei Altarblätte
- Breitenwang – Pfarrkirche (1809): Seitenaltarblätter (hl. Sebastian und Hl. Familie)
- Elmen – Pfarrkirche (1814): ehemaliges Hochaltarblatt mit Anbetung der Heiligen Drei Könige
- Hägerau – Kirche (1819): Linkes Seitenaltarblatt mit dem hl. Sebastian (Kopie von Breitenwang)
- Häselgehr – Pfarrkirche (1813): Hochaltarblatt mit dem hl. Martin
- Innsbruck – Tiroler Volkskunstmuseum (vor 1819): Tiroler Volkskunstmuseum: Porträts des Josef Anton Falger mit Familie, der Maria Johanna Falger und der Johanna Falger[6]
- Reutte – Museum im Grünen Haus: Selbstporträt, Porträt der Eltern, Kopie einer Madonna mit Jesusknaben[7]
- Stanzach – Expositurkirche: 14 Kreuzwegstationen, ehemaliges Hochaltarblatt (verschollen)[8]